# Zespół sromotnikowy

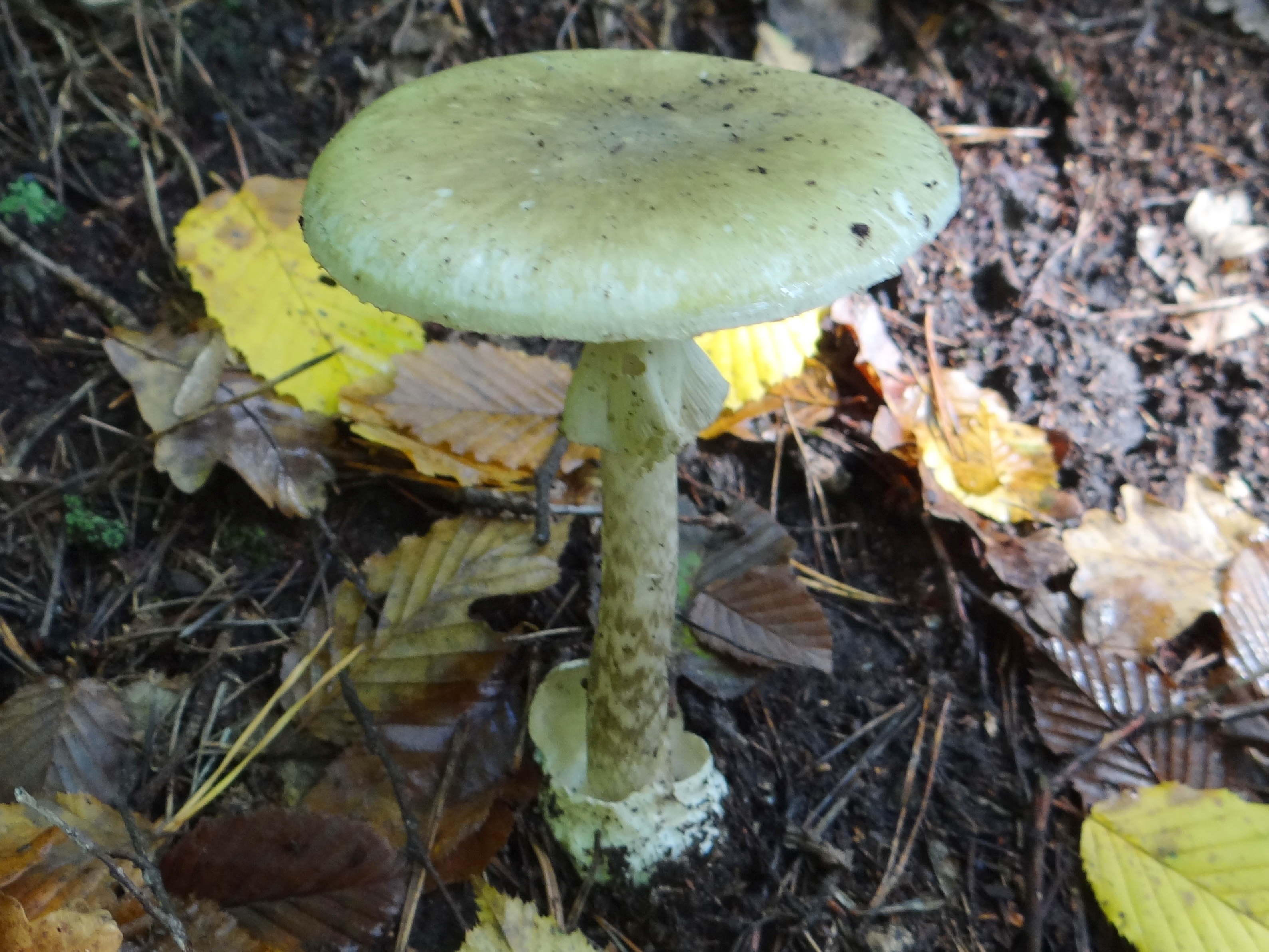
Muchomor zielonawy

Zespół sromotnikowy – zespół objawów charakterystyczny dla zatrucia cytotoksycznym cyklicznymi polipeptydami (amatoksyny i fallotoksyny, np. amanityna), występującą w muchomorze sromotnikowym, muchomorze wiosennym, muchomorze jadowitym, 24 gatunkach czubajeczek i 9 gatunkach hełmówek, które są omyłkowo spożywane z powodu pomylenia z grzybami jadalnymi (np. gąska zielonka, czubajka kania, pieczarki).

## Objawy
Amanityna łatwo przenika do krwi i z nią dociera do wątroby, niszcząc komórki tego narządu. Powoduje to zaburzenie krzepnięcia krwi, uszkodzenie mózgu, zażółcenie powłok skórnych i uszkodzenie nerek. Pierwsze objawy są typowe dla wszystkich zatruć grzybami i obejmują zaburzenia żołądkowo-jelitowe (wymioty, nudności, bóle brzucha i biegunkę, osłabienie, sinicę, zaburzoną gospodarkę wodno-elektrolitowa, polidypsję, bladość, bezmocz, ziębnięcie kończyn, niedociśnienie, hepatomegalię). Ich wystąpienie następuje po w okresie 6-24 godzinach od spożycia grzybów i może prowadzić do zgonu z powodu zaburzeń wodno-elektrolitowych i niewydolności krążenia. W kolejnej fazie następuje krótkotrwała poprawa stanu chorego, utrzymuje się żółtaczka i wysoki poziom transaminaz i bilirubiny. 
Ostatnia faza obejmuje biegunkę, krew w stolcu, dalszy wzrost poziomu bilirubiny i transaminaz, hipoglikemię, koagulopatię, zaburzenia termoregulacji i oddychania, zespół rozsianego wykrzepiania wewnątrznaczyniowego, zespół wątrobowo-nerkowy, śpiączkę wątrobową z zaburzeniami krążenia i niewydolność wielonarządową, co może prowadzić do zgonu. W zespole sromotnikowym śmiertelność wynosi 10−60%.

## Diagnostyka i leczenie
Proces diagnostyki w zatruciach grzybami wywołującymi zespół sromotnikowy jest skomplikowany i obarczony dużym ryzykiem błędu. Bardzo istotne jest badanie podmiotowe i uzyskanie od pacjenta wszelkich informacji o okolicznościach nabycia i spożycia grzybów. Pomocniczo stosuje się badanie mykologiczne, polegające na mikroskopowej identyfikacji zarodników i ustalenia gatunku grzybów odpowiedzialnego za zatrucie. Wyniki badania nie służą rozstrzygnięciu tego, czy i jakimi grzybami zatruł się pacjent, jednak ich wyniki są pomocne w diagnostyce. W celu potwierdzenia zatrucia stosuje się testy immunoenzymatyczne moczu na obecność amatoksyn, pomocne nawet przed wystąpieniem pierwszych objawów zatrucia. Jednakże wyniki badania mają znaczenie wyłącznie jakościowe, ponieważ stężenie amatoksyn nie koreluje z ciężkością zatrucia, ponieważ nie odzwierciedla akumulacji w wątrobie. Diagnostyka wątroby obejmuje aktywność transaminaz, stężenie bilirubiny, badania koagulologiczne, stężenia kreatyniny i glukozy, wskazane jest także oznaczenie jonogramu, gazometrii krwi tętniczej i morfologii.
Leczenie zatrucia polega przede wszystkim na usunięciu toksyn z przewodu pokarmowego przed wchłonięciem ich do krwi (we wczesnej fazie zatrucia), wykonywane w procedurze płukaniu żołądka – uzyskany materiał należy zabezpieczyć do badania mykologicznego. W późniejszych fazach stosuje się ochronę komórek wątroby przed amatoksyną i usuwanie jej z krwi oraz tkanek za pomocą węgla aktywowanego, który zaleca się podawać w dawce (12,5 mg/kg m.c.) co 3 h przez co najmniej 3 dni, doustnie lub przez sondę żołądkową. Dalsze leczenie obejmuje wyrównywanie zaburzeń elektrolitowych, leczenie niewydolności wątroby, w przypadku krwawienia uzupełnia czynniki krzepnięcia, a w przypadku uszkodzenia nerek stosuje się dializę. W skrajnych przypadkach wykonuje się przeszczep wątroby.
Lekami powszechnie stosowanymi w zatruciu muchomorem sromotnikowym są benzylopenicylina, silimaryna i n-acetylocysteina.